# Сулинівка
Сулинівка (до 2024 року — Орлово-Іванівка) — село Хрестівської міської громади Горлівського району Донецької області, Україна. Населення становить 965 осіб.
Відстань до Шахтарська становить близько 18 км і проходить автошляхом місцевого значення. Землі села межують із територією Бахмутського району Донецької області. Селом тече Балка Михайлівка.
Унаслідок російської військової агресії Орлово-Іванівка перебуває у російській окупації. 

## Історія
На території сучасної Сулинівки люди жили з давніх-давен. Про це свідчать археологічні знахідки знарядь праці первісних людей кам'яної доби. Залишили свої сліди і скіфи: один із курганів був розташований на західній околиці села, пограбований іще в давні часи. А от скіфські кам'яні баби були обов'язковим атрибутом біля воріт поважних селян.
Нова історія села бере свій початок із середини 18 століття, а саме з 1764 року. Саме тоді полковнику Олексію Орлову були надані російською імператрицею Катериною II землі в басейні приток р. Кринки для сільськогосподарського освоєння. Після успішних воєн із Османською Туреччиною, створення Чорноморського флоту, Росія потребувала продовольства для забезпечення армії і флоту та заселення земель колишнього Дикого поля. Олексій Орлов переселив кріпаків зі свого села Матусів (батьківщина предків Анни Ахматової) Черкаського повіту Київської губернії до села Олексіїво-Орловка, яке стало центром волості. Частину селян було поселено в Орлово-Іванівці, де землі О. Орлова межували із землями поміщика Іванова. Частина переселенців-кріпаків була із села Сулинівка того ж Черкаського повіту, тому цілком зрозуміло, чому до недавнього часу поряд з назвою села Орлово-Іванівка на побутовому рівні успішно функціонувала і назва Сулинівка[джерело?].
Станом на 1873 рік у селищі Олексієво-Орловської волості Міуського округу Області Війська Донського, мешкало 960 осіб, налічувалось 175 дворових господарств, 40 плугів, 150 коней, 160 пар волів, 1367 овець.
За переписом 1897 року кількість мешканців зросла до 1170 осіб (583 чоловічої статі та 587 — жіночої), з яких всі — православної віри.

### Війна на сході України
Вночі з 4 на 5 серпня 2014 року в часі російсько-української війни під час виходу з оточення українські військові потрапили у засідку терористів біля села Орлово-Іванівка, поцілив снаряд із 2С9 «Нона» в бойову машину. Волонтер-журналіст Олександр Рудоманов повідомив, що в бою загинули 6 десантників, інформація офіційно не була підтверджена. Згодом стало відомо, що загинули старший лейтенант Руднєв Андрій Володимирович, молодші сержанти Дубов Ігор Леонідович, Сергій Русєв, старші солдати Віктор Мельников, Максим Міщенко, солдат В'ячеслав Морозюк. 14 листопада загинув під час бойового зіткнення колони техніки з провіантом із проросійськими терористами солдат 168-го центру Василь Решетняк. 17 листопада 2014-го загинули під час поїздки за полеглими військовиками сержант Олександр Будько, молодші сержанти Яніс Лупікс й Анатолій Олійник — автомобіль підірвався на протитанковому радіокерованому фугасі. 4 грудня 2014-го сержант 169-го центру ЗСУ Олександр Пономаренко під Орлово-Іванівкою зазнав смертельних поранень.
10 квітня 2024 року Комітет Верховної Ради України з питань організації державної влади, місцевого самоврядування, регіонального розвитку та містобудування підтримав перейменування села на Сулинівка. 19 вересня 2024 року Верховна Рада підтримала перейменування села Орлово-Іванівка на Сулинівка, повертаючи історичну назву. 26 вересня 2024 року перейменування набуло чинності.

## Населення

### Мова
Розподіл населення за рідною мовою за даними перепису 2001 року:
| Мова            | Кількість | Відсоток |
| --------------- | --------- | -------- |
| українська      | 766       | 79.38%   |
| російська       | 188       | 19.48%   |
| білоруська      | 3         | 0.31%    |
| польська        | 2         | 0.21%    |
| вірменська      | 1         | 0.10%    |
| румунська       | 1         | 0.10%    |
| інші/не вказали | 4         | 0.42%    |
| Усього          | 965       | 100%     |